# Budy Uśniackie
Budy Uśniackie – wieś sołecka w Polsce położona w województwie mazowieckim, w powiecie garwolińskim, w gminie Garwolin.
W latach 1954–1968 wieś należała i była siedzibą władz gromady Budy Uśniackie, po jej zniesieniu w gromadzie Wola Rębkowska. W latach 1975–1998 miejscowość administracyjnie należała do województwa siedleckiego.
Wierni Kościoła rzymskokatolickiego należą do parafii św. Bartłomieja Apostoła w Osiecku.